# Andreas Geremia
Andreas Fritz Johannes Geremia (Francoforte sul Meno, 13 maggio 1967) è un cantante tedesco, frontman del gruppo Thrash metal Tankard.

## Discografia

### Con i Tankard

#### Album in studio
- 1986 - Zombie Attack
- 1987 - Chemical Invasion
- 1988 - The Morning After
- 1990 - The Meaning of Life
- 1992 - Stone Cold Sober
- 1994 - Two-Faced
- 1995 - The Tankard
- 1998 - Disco Destroyer
- 2000 - Kings of Beer
- 2002 - B-Day
- 2004 - Beast of Bourbon
- 2006 - The Beauty and the Beer
- 2008 - Thirst
- 2010 - Vol(l)Ume 14
- 2012 - A Girl Called Cerveza
- 2014 - R.I.B.
- 2017 - One Foot in the Grave

### Album dal vivo
- 1991 - Fat, Ugly and Live

### Raccolte
- 1989 - Hair of the Dog
- 2007 - Best Case Scenario - 25 Years In Beers

### EP
- 1989 - Alien
- 2006 - Schwarz-Weiß Wie Schnee

### Demo
- 1984 - Heavy Metal Vanguard
- 1985 - Alcoholic Metal

#### Con i Tankwarth
- 1994 - Aufgetankt
- 1996 - Himbeergeist zum Frühstück

## Videografia
- 1990 - Open All Night
- 2006 - Fat, Ugly and Still Alive
- 2009 - Open All Night - Reloaded

### Videoclip
- 1988 - The Morning After
- 1990 - Space Beer
- 1995 - Minds on the Moon
- 1996 - Tanze Samba Mit Mir (Tankwart)
- 2006 - The Beauty and the Beer
- 2008 - Stay Thirsty